# Grande inondation de Valence
Ne doit pas être confondu avec Inondations de 2024 en Espagne.
La grande inondation de Valence (Gran Riada de Valencia en espagnol ; Gran Riuà / Riuada de València en valencien) est l'inondation survenue le 14 octobre 1957 à Valence, en Espagne, provoquée par une importante crue du fleuve Turia. Plus de 80 personnes perdirent la vie dans la ville, située à l'embouchure du fleuve.
Par la suite, la municipalité de Valence mit en œuvre des travaux, appelés plan Sud, visant à détourner le fleuve au sud de la ville, ce qui lui a permis d'être relativement épargnée par les inondations de 2024, au détriment des communes plus récemment urbanisées du sud de l'agglomération.

## Crue

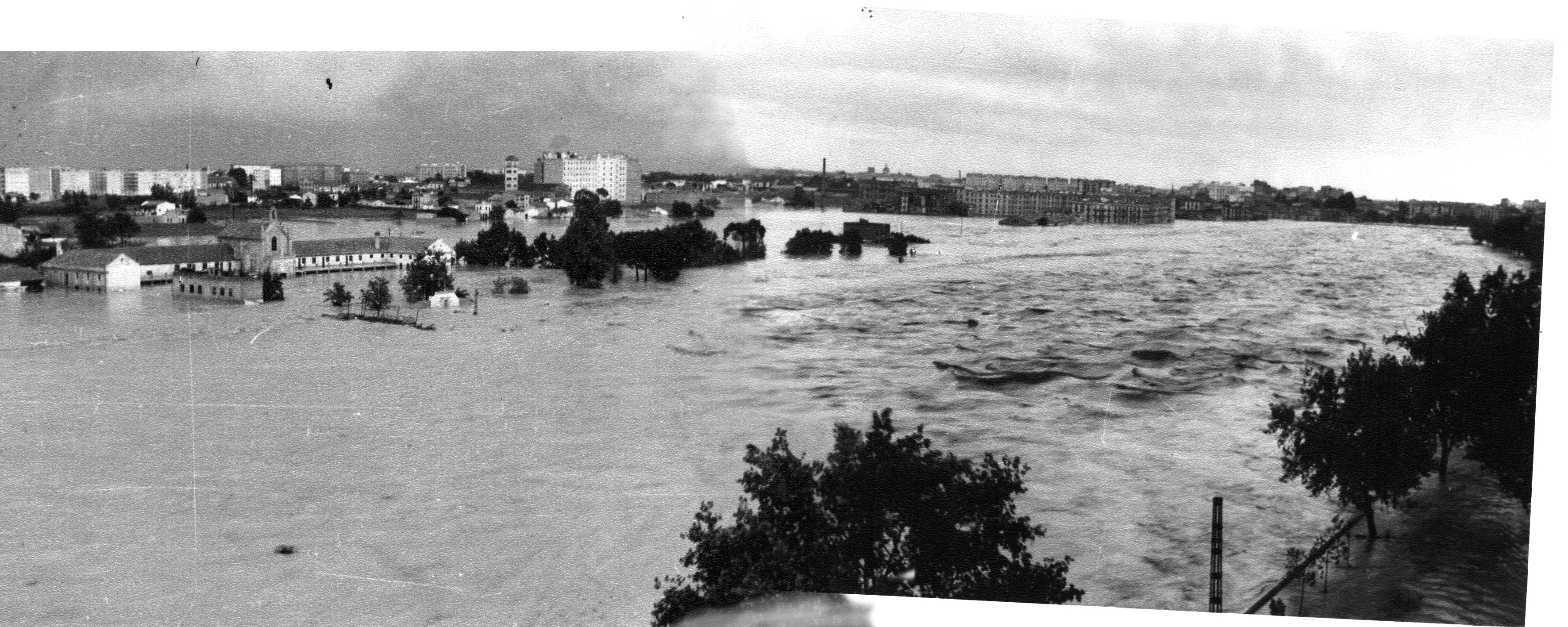
Crue du 15 octobre 1957, vue depuis le Patronato, actuellement Nuevo Centro (nouveau centre).

La veille de la catastrophe, le 13 octobre 1957, de fortes pluies eurent lieu dans la région valencienne : il y eut plus de 300 mm de précipitations dans certaines régions du bassin valencien, 361 mm à Bejís au nord-est de Valence. Cependant, il ne pleuvait pas à Valence même, si bien que la crue n'était pas attendue.
Vers minuit, le lundi 14 octobre 1957, des troncs flottants commencent à bloquer les ouvertures des ponts de Valence. Les alarmes retentissent, la population est alertée, mais le fleuve a déjà débordé. De plus, il commence à pleuvoir abondamment, ce qui accentue la tragédie. La rivière monte de façon menaçante et inonde le centre-ville,,,.
Les pluies persistèrent, on pouvait encore enregistrer des précipitations supérieures à 100 mm si bien que le fleuve déborda à Valence par deux fois. En effet, les pluies torrentielles provoquèrent une première onde de crue d'environ 2 700 m3/s et d'une vitesse moyenne de 3,25 m/s, dépassant ainsi le précédent record obtenu huit ans plus tôt le 28 septembre 1949 où l'onde atteignit 2 300 m3/s. Puis arriva une seconde onde beaucoup plus violente atteignant 3 700 m3/s pour une vitesse de 4,16 m/s qui inonda la majeure partie de la cité valencienne,.
Le niveau de l'eau dans les rues valenciennes atteignit 40 cm dans l'avenue Reino de Valencia, 80 cm dans les Jardins du Roi, 2,25 m sur la place de Tétouan, 2,70 m dans la rue du peintre Sorolla, 3,20 m dans les Jardins du Parterre, 4 m dans la rue de Las Rocas et jusqu'à 5,20 m dans la rue du Docteur Oloriz.
Le quartier de la cathédrale Sainte-Marie a été épargné par les eaux car son altitude est un peu plus élevée que le reste de la ville.

## Bilan

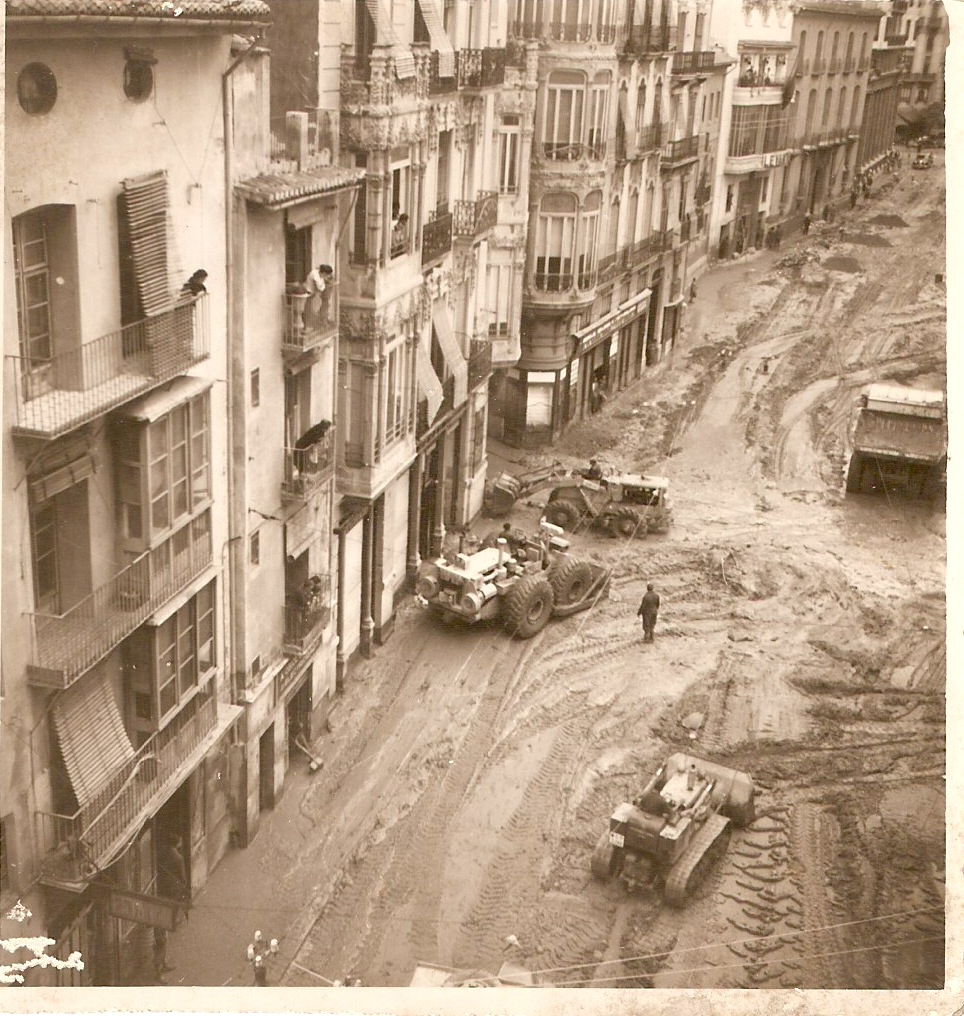
Nettoyage de quartier, dans la rue du peintre Sorolla (calle Pintor Sorolla) 2 novembre 1957.

La grande crue de 1957 a entraîné au moins 81 morts. Toutefois ce chiffre reste assez incertain car beaucoup de sans-abris vivaient dans les rues de Valence.
De plus, les eaux ont causé d'importants dommages matériels : de nombreux arbres, bicyclettes, voitures, bancs et animaux ont été arrachés par la violence des eaux. Un grand nombre d'immeubles ont aussi été endommagés et ont nécessité des réparations importantes, voire la reconstruction de certains logements.

## Conséquences et mesures immédiates
La tragédie a un grand impact médiatique. Les chroniques racontent les évènements qui l'ont immédiatement suivie : la bataille contre la boue, la solidarité régionale, l'intervention de l'armée, le « décret d'adoption » du Generalísimo, qui permet de doter Valence et sa comarque de 300 000 000 de pesetas et d'autres mesures extraordinaires...
Les habitants se sont sentis complètement abandonnés. Avec le maire, Trénor Azcárraga, marquis du Turia, Martí Domínguez i Barberà est devenu, à travers Las Provincias, l'une des voix les plus exigeantes auprès des autorités gouvernementales pour réclamer l'aide qui n'arrivait pas pour la ville et les victimes. Il l'a fait par écrit dans le journal, provoquant des frictions répétées avec la censure, mais aussi par sa voix dans le célèbre discours «Cuando enmudecen los hombres... hablan las piedras» (« Quand les hommes deviennent muets... les pierres parlent »), qu'il prononce lors de la cérémonie de proclamation de la fallera major le 16 mars 1958. Cet épisode, ainsi que d’autres actions, le placent sous les feux des projecteurs des autorités du régime. Devant la menace du régime de lui retirer l'allocation de papier pour l'impression du journal, il est contraint de démissionner et d'abandonner le journal. L'inondation fait ainsi une autre victime, appartenant cette fois au conservatisme éclairé valencien.
C'est aussi le cas du maire Trénor. À la suite des inondations, le maire de Valence Tomás Trénor Azcárraga fit pression sur le chef du gouvernement espagnol Franco pour obtenir des aides financières et surtout l'arrivée de secours pour venir en aide aux sinistrés. Devant la lenteur du gouvernement, le maire fit front à Franco, et fut jugé trop exigeant envers Madrid. Franco le destitua de ses fonctions en 1958 pour le remplacer par Adolfo Rincón de Arellano, un «camisa vieja» (phalangiste de la première heure), ce qui aura des conséquences à long terme sur l'administration et le climat idéologique dans la ville.

## Le Plan Sur
Devant l'ampleur de la catastrophe et face au climat de protestation dans la population, les autorités prirent des mesures. Trois solutions se présentaient alors : détourner le fleuve soit au sud de l'agglomération valencienne, soit au nord ou bien agrandir le lit du Turia.
C'est finalement la première solution qui fut retenue, le Plan Sur (« Plan Sud »), approuvé par une loi en 1961. Les travaux de creusement du nouveau cours du fleuve se sont étalés de 1961 à 1970 durant la fin de la période franquiste. Le plan couvrait trois zones : Quart de Poblet, Pinedo (en) et l'Horta de Valence.
L'un des moyens de financement du plan fut le timbre postal du «Plan Sur de Valencia», émis entre 1963 et 1985, qui devait être utilisé dans toutes les expéditions de courrier en provenance de Valence vers le reste de l'Espagne et qui comportaient des images emblématiques de la ville
À travers le Plan Sur, l'inondation fut la cause d'un profond changement structurel de la ville de Valence, avec de multiples implications, urbaines et sociales.
L’impact sociologique du Plan fut remarquable. Le quartier d'El Carmen perdit toute sa base économique. Il se dégrada et une partie de sa population fut expulsée, conduisant à sa marginalisation. La mairie dirigée par Rincón de Arellano agrandit les bidonvilles verticaux de la périphérie. Il était nécessaire de reloger les victimes du désastre dans le cadre d'un plan spécifique de construction de quartiers ou de complexes, comme le complexe urbain de la Virgen de la Fuensanta. L'implantation discontinue des nouveaux grands ensembles par rapport à la zone urbaine existante conduisit à leur ghettoïsation, au-delà de ce qui était habituel dans les complexes de logements sociaux d'autres endroits. Pour la femme politique Carmen Alborch, la crue s'avéra définitive dans la configuration de la nouvelle ville. La rive gauche du Turia fut récupérée comme lieu d'hébergement pour les classes qui pouvaient se le permettre, :
« La riada que asoló Valencia en 1957 resultó decisiva para los barrios del noreste. Yo participo de la teoría de que la ciudad nació otra vez después de la riada, una catástrofe que cambió Valencia para siempre, no sólo por los daños materiales y las pérdidas humanas que ocasionó, sino porque también marcó el punto de inflexión que inició un cambio en su diagramación y en su vida. Durante mucho tiempo, Valencia estuvo dividida por el río Turia. [...] La riada de Valencia coincidió con los planes de desarrollo del régimen franquista. Consecuencia de ello es el Plan Sur, un proyecto que busca sacar el cauce del Turia de la ciudad y hacerlo discurrir por su contorno. Gracias a eso, y a elementos como una mayor presencia del transporte público y el aumento de los automóviles en la ciudad, la burguesía aparca sus prejuicios y se atreve a comenzar a cruzar los puentes, instalándose en el distrito del Pla del Real, en barrios como Mestalla, Exposició y especialmente Jaime Roig, todos ellos cercanos a los Jardines de Viveros. »
« L'inondation qui a dévasté Valence en 1957 s'est avérée décisive pour les quartiers du nord-est. J'adhère à la théorie selon laquelle la ville est née une deuxième fois après l'inondation, une catastrophe qui a changé Valence pour toujours, non seulement à cause des dégâts matériels et des pertes humaines qu'elle a causés, mais aussi parce qu'elle a marqué le point d'inflexion qui a amorcé un changement dans sa configuration et sa vie. pendant longtemps, Valence a été divisée par le Turia. [...] L'inondation de Valence a coïncidé avec les plans de développement du régime franquiste. Le Plan Sur en est la conséquence, un projet cherchant à éloigner le lit du Turia de la ville et à le faire s'écouler sur son contour. Grâce à cela, et à des éléments tels qu'une présence accrue des transports en commun et l'augmentation du nombre d'automobiles dans la ville, la bourgeoisie met de côté ses préjugés et ose commencer à traverser les ponts, en s'installant dans le quartier du Pla del Real, dans des quartiers comme Mestalla, Exposició et surtout Jaume Roig, tous proches des Jardins de Viveros. »
Le Plan Sur eut un impact négatif sur la huerta de Valence et sur les réseaux d'irrigation environnants.
La partie du Túria abandonnée fut aménagée en espaces de loisirs et en jardins, les Jardins du Túria dans lesquels on trouve aujourd'hui un grand nombre de terrains de sport ainsi que la Cité des arts et des sciences, inaugurée en 1998, devenue un des nouveaux symboles de Valence.
| - Nouveau lit du Turia à l'issue du Plan Sur, sans eau, vu depuis le pont de Xirivella en 2013. - Même endroit lors de l'inondation de 2024. - Azud del Repartiment, point initial du nouveau lit du Turia. - Embouchure du nouveau lit du Turia, à l'issue du Plan Sur. |